# Mesoclemmys heliostemma
Mesoclemmys heliostemma là một loài rùa trong họ Chelidae. Loài này được Mccord, Joseph-Ouni & Lamar, mô tả khoa học đầu tiên năm 2001.